# Фрунзешты
Фрунзешты, Фрунзешть (рум. Frunzeşti) — село в Флорештском районе Молдавии. Наряду с сёлами Пражила, Антоновка и Михайловка входит в состав коммуны Пражила.

## География
Село расположено на высоте 193 метров над уровнем моря.

## История
До 9.11.1965 г. носило название Ченуша.

## Население
По данным переписи населения 2004 года, в селе Фрунзешть проживает 66 человек (26 мужчин, 40 женщин).
Этнический состав села:
| Национальность | Число жителей | Процентный состав |
| -------------- | ------------- | ----------------- |
| молдаване      | 46            | 69.7              |
| украинцы       | 12            | 18.18             |
| русские        | 5             | 7.58              |
| прочие         | 3             | 4.55              |
| Всего          | 66            | 100%              |